# صدتایی‌های سیاه

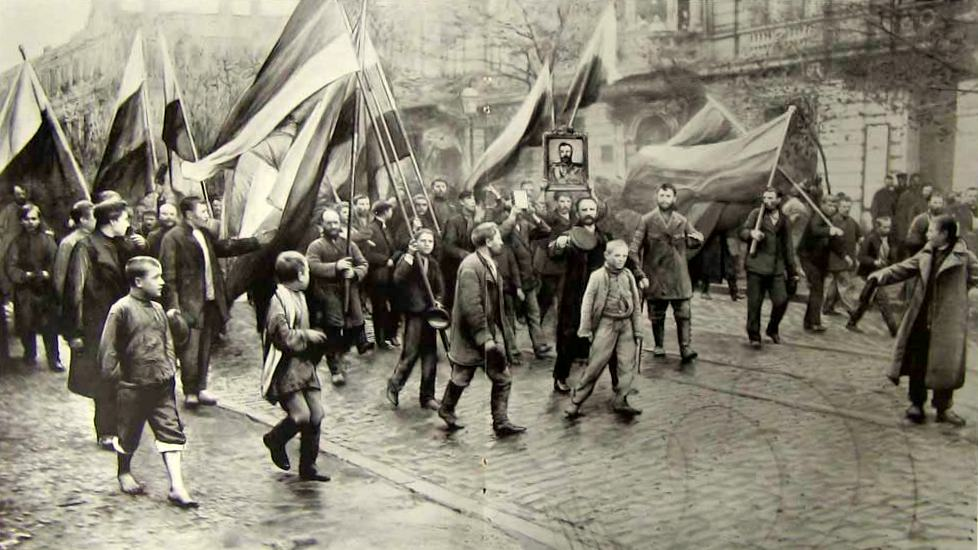

صدتایی‌های سیاه (Черносотенцы = The Black Hundreds) جنبشی ضدانقلابی بود که رژیم تزار نیکلای دوم در اوایل قرن علیه مردم و انقلاب ۱۹۰۵ روسیه به راه انداخت. این جنبش به ناسیونالیسم و خارجی‌ستیزی افراطی و از جمله کشتار یهودیان و اکراینی‌ها و سایر اقلیت‌ها معروف بود.
در انقلاب ۱۹۰۵، قیام مردم در برخی مناطق، واکنش خشونت‌آمیز مرتجعین و لمپن‌های طرفدار تزار را که به صدتاهای سیاه، معروف بودند و از طرف کلیسا و پلیس حمایت می شدند، در پی داشت. آنان دست به اذیت و آزار انقلابیون و دانشجویان زدند و به هر کسی که غیرروسی و انقلابی بود حمله می‌کردند. لنین در اوایل نوامبر ۱۹۰۵، از استکهلم– محلّ اقامت کوتاه وی تا پیش از بازگشت از تبعید به روسیه– ضمن نامه‌ای به صدتایی‌های سیاه که وی آنان را «مرتجعین سیاه» می‌نامد، اشاره کرده‌است. 
ماکسیم گورکی نیز در اندیشه‌های نابهنگام که ثمرهٔ یک سال و اندی فعالیت‌های روزنامه‌نگاری وی در سال‌های ۱۹۱۷ و ۱۹۱۸ است، گروه مزبور را زیر سؤال می‌برَد. 